# Мельтцер, Дейв
Дэвид Аллен Ме́льтцер (англ. David Allen Meltzer; род. 24 октября 1959 года) — американский журналист, обозреватель реслинга и смешанных боевых единоборств.
С 1983 года является издателем и редактором издания Wrestling Observer Newsletter (WON).
Также писал для Oakland Tribune, Los Angeles Times, Yahoo! Sports, SI.com, и в The National Sports Daily. Широко освещал смешанные боевые искусства начиная с UFC 1 в 1993 году и в настоящее время освещает спорт для SB Nation. Фрэнк Дефорд из Sports Illustrated назвал его «самым выдающимся репортером в спортивной журналистике».
Мельтцер часто читает лекции по многим аспектам бизнеса ММА, реслинга и бокса в Высшей школе бизнеса Стэнфордского университета.

## Ранняя жизнь
Родился в Нью-Йорке, жил в штате Нью-Йорк до десяти лет, а затем переехал вместе со своей семьей в Сан-Хосе, Калифорния. Получив степень журналистики в университете Сан-Хосе и начал в качестве спортивного писателя для записей Wichita Falls Times Record News и дневника Turlock. Продемонстрировав интерес к рестлингу и журналистскому подходу в раннем возрасте. Мельтцер написал несколько публикаций, связанных с рестлингом, которые являются предшественниками ВОН, начиная с 1971 года. Наиболее примечательным из них был отчет Калифорнийского репортера борьбы, Калифорния. в 1973 и 1974 годах он сообщал о событиях, сохранившихся за территориями NWA за Пределами Лос-Анджелеса и Сан-Франциско.

## Wrestling Observer Newsletter
Начало информационного Wrestling Observer Newsletter (WON) датировано в 1980 году, когда Мельцер начал ежегодный опрос среди тех, с кем он переписывался в отношении профессионального рестлинга. По словам Мельтцера, сначала он был просто фанатом. Через некоторое время он начал вести список для торговли кассетами и время от времени присылал результаты матчей и новости вместе с кассетами. Мельтцер заявил, что он хотел, чтобы его друзья в колледже были «в курсе» своей торговли кассетами и событий в бизнесе, поскольку основные журналы о рестлинге ориентированы на более молодую демографическую группу.

## Рейтинговая система звезд и её влияние
Мельцер популяризировал систему «звездного рейтинга» (разработанную Джимом Корнеттом и его другом детства Нормом М. Дули), которая оценивает матчи по шкале от нуля до пяти звезд (иногда до отрицательных пяти звезд в случае очень плохих матчей) аналогично той, что используется многими кинокритиками.
Мельтцер также присуждал оценки, превышающие пять звезд. Наивысшей оценкой, присуждённой Мельтцером, были семь звезд (*******), отданные Казучике Окаде и Кенни Омеге за их матч на Dominion 6.9 в Osaka-jo Hall в июне 2018 года. 
Выдающиеся рестлеры, такие, как Брет Харт, писали, что они гордились, когда их выступления хвалили в Wrestling Observer Newsletter. В то же время, многие рестлеры оспаривали значимость оценок Мельтцера: так, Сет Роллинс утверждал, что, хотя авторитет Мельтцера как историка индустрии неоспорим, его оценки крайне субъективны, а Уилл Оспрей, обладатель рекордного количества матчей, оценённых в пять звёзд и выше, заявил, что не воспринимает оценки WON всерьёз, поскольку такой выдающийся рестлер, как Курт Энгл ни разу не был удостоен высшей оценки.

## Награды
- Cauliflower Alley Club
  - Премия имени историка Джеймса Мелби (2017)[12]
- George Tragos/Lou Thesz Professional Wrestling Hall of Fame
  - Jim Melby Award (2016)[13]